# Arthur Schramm
Georg Arthur Schramm (* 30. Mai 1895 in Annaberg; † 19. Mai 1994 in Annaberg-Buchholz), genannt ’s klaane Getu (erzgebirgisch für der kleine Wichtigtuer) war ein deutscher Volksdichter, Erfinder und ein erzgebirgisches Original. Schramm ist bis heute umstritten, weil er sich in jedem politischen System als Dichter äußerst engagiert gab. Schramm war Mitglied der NSDAP, später der DDR-CDU und wurde auch nach 1990 von CDU-Bürgermeistern politisch bedenkenlos gern „hergezeigt“.

“Goethe, Schiller, Lessing, Arthur Schramm sinn de greesten Dichter die mi’r hamm.”

## Leben und Schaffen
Arthur Schramm war der Sohn des Kaufmannes Georg Louis Schramm, der aufgrund seiner Größe das Gruße Getu (erzgebirgisch für der große Wichtigtuer) genannt wurde. Er war verheiratet und hatte einen Sohn, aber seine Ehe scheiterte. Er liebte die heimatliche Natur über die Maßen, besang sie, verklärte sie und flüchtete sich in sie, wenn man ihm übel mitspielte. Schramm wurde von persönlichen Bekannten als ein überaus sensibler Mann beschrieben, aus tiefer und ehrlicher christlicher Ethik kommend, welcher sich eine zweite Welt innerhalb seiner innig geliebten Erzgebirgsheimat errichtet hatte, in der Realität und Phantasie oftmals weit auseinanderliefen. Er war gelernter Handelskaufmann, der zusammen mit Arno Michaelis die Firma MIRAMM -Vertrieb gründete, die seine Erfindungen verbreiten sollte. Der Name der Firma war zusammengesetzt aus den Anfangsbuchstaben von Michaelis und seinem Nachnamen ohne Sramm.

### Bis 1933
Schramms Vater kam leicht verletzt aus dem Ersten Weltkrieg in seine ärmliche kaufmännische Existenz zurück. Sein Sohn, der nunmehrige Kaufmannsgeselle, begann zu dieser Zeit mit ersten lyrischen Versuchen. Von 1916 bis 1918 hatte er selbst im Reserve-Infanterie-Regiment 101 am Krieg teilgenommen. Die Kriegssituation hatte den jungen Schramm tief erschüttert und so lobte er in seinen frühen Versen den Frieden. Aus der Zeit der Weimarer Republik blieb wenig von Schramms Schaffen erhalten.
Im Oktober 1936 erschien dann sein Arzgebirgslied, in dem merklich verhalten seine deutsch-nationale Position durchschimmerte. In diesem Lied schreibt er, dass im „Härzblattl vun Deitschland, mei Arzgebirg“ das „… Härzblut vun den heiling grußen Voterland, dos für uns net annersch als när Deitschland heßt“, fließt und dort „… wie aus Basalt un Granit aah dei Volk feststieht“.
Das Arzgebirgslied unterzeichnete er mit „Glickauf!“, das nachfolgende, dem Erzgebirgszweigverein Annaberg 1936 zu dessen 50-Jahr-Feier gewidmete Pöhlberglied, schließt mit einem dreimaligen „Glickauf!“. Das Pöhlberglied genießt im erzgebirgischen Raum, auch durch den Druck selbstverfaßter Liedpostkarten, einen gewissen Bekanntheitsgrad. Mit dem 1937 geschriebenen Greifenstaalied konnte er aber nicht an diesen Erfolg anknüpfen. När net locker lossen! betitelte Schramm sein im September des gleichen Jahres entstandenes Lied, mit dem er sich am Schmieden von Durchhalteversen beteiligte: „Wie dr Baam drubn zäh hält jeden Watter Stand; a de Stürme trotzt, die fegn durch unner Land“.
Den Vorspruch zum 25-jährigen Jubiläum der Annaberger Schwimmerriege Neptun (ohne Datum; vermutlich 1933) unterzeichnete er mit der tragisch-komischen Grußformel „Gut Naß! Heil Hitler!“. Alle seine anderen lyrischen Verlautbarungen schließen nur mit seinem Namenszug.

### 1933–1945
Schramm wurde unter der Mitglieds-Nr. 4419 in die Reichsschrifttumskammer (RSK) aufgenommen. Später erhielt er ein Schreiben, dass in der RSK nur hauptberufliche Schriftsteller und Dichter ein Mitgliedsrecht hätten und er, der von Beruf Kaufmann sei, entsprechend nicht länger Mitglied bleiben könne. Gegen diesen Zwangsaustritt protestierte Schramm heftig.
1939 äußerte sich Schramm, der später zu einem nimmermüden Friedensmahner wurde, folgendermaßen: „Ich habe mich schon vor vielen Jahren als völkischer Rufer selbstlos eingesetzt und habe aktiv auch im Zeichen Adolf Hitlers für Deutschlands Erneuerung und Vergrößerung uneigennützig getrommelt und gepredigt; was unwiderleglich ist und nachgewiesen werden kann! Und habe so das Dritte Reich mit dichterisch heißem Herzen miterlitten und erkämpft …!“
In der Zeit des Dritten Reiches schuf er unter anderem
- einen SA-Marsch im Volksliedton, welcher im Hauptarchiv der Reichsleitung der NSDAP–München deponiert ist,
- einen Freischärlermarsch für das Freikorps des berüchtigten Konrad Henlein, von dem er ein Dankschreiben mit der Versicherung erhielt, dass dieses Werk der Bataillonsgeschichte des Batl. VI beigelegt wurde, und
- ein dem italienischen Faschisten Benito Mussolini gewidmetes und so betiteltes Gedicht, für das er von Reichsminister Fritz Todt ein Buch als Auszeichnung überreicht bekam.[1][2]

### Vom Kriegsende bis zu seinem Tod
Bereits 65 Tage nach dem Ende des Zweiten Weltkrieges veröffentlichte Schramm ein Gedicht, den er mit Ruf überschrieb:
Ruf

Komm mit Kamerad! Tritt ein! Sei bereit!

Wir ziehen befreit in die Weite.

Wir tragen in uns eine neue Zeit

Nach all dem erduldeten Leide.

Du jungfrisches Blut, das Herz voller Glut,

Du triffst im Gefolg stets das Rechte;

Mit sickere m Mut, den Feigen zur Wut,

Bezwingst Du im Kampf all es Schlechte.

Komm mit, Kamerad! Pack an! Schaffe mit!

Es gilt jetzt die Welt zu befrieden!

Wir beid', du und ich geh’n im gleichen Schritt,

Die Einheit, den Frieden zu schmieden.
Von nun an überstürzten sich seine Bekenntnisse zu Frieden, Einheit, Freiheit und Heimat. Die DDR-CDU nahm Arthur Schramm in ihre Reihen auf.
Friedensaufruf

Mit der ganzen Kraft der Herzen

Tretet für den Frieden ein!

Kriege gilt es auszumerzen,

Kriege brauchen nicht zu sein.

Wenn die Menschheit eines Geistes,

Wenn sie guter Wille eint,

Dann die edle Tat beweist es:

Keiner sei des andern Feind!

Frieden, soll es froh erschallen!

Mächtig sei sein Widerhall!

Jedermann Zum Wohlgefallen

Auf dem ganzen Erdenball.

Drum auch du kämpf' für den Frieden,

Daß das Friedeuswerk gedeiht.

Alle Kraft gilt' 's aufzubieten

Für die neue Friedenszeit.
Nach dem Brand seiner Wohnung 1982, dem viele seiner Werke zum Opfer fielen, lebte er zunächst im Annaberger Otto-Buchwitz-Heim und später im Altenheim Adam Ries. Bei der Räumung seiner Wohnung wurden allerdings auch nicht wenige nationalsozialistische Zeitungen sowie Waffen und Munition gefunden und von den DDR-Organen sicher verwahrt. Nur dem Alter und der Person Schramms sei es geschuldet, dass er nicht zur Rechenschaft gezogen wurde, hieß es.
Schramm starb am 19. Mai 1994, wenige Tage vor seinem 99. Geburtstag. Er wurde am 26. Mai 1994 von einer kleinen Fan-Gemeinde in Annaberg auf dem Neuen Friedhof beigesetzt. Vier Musiker im Berghabit bliesen dem Klaanen Getu Anton Günthers ’s is Feierobnd nach.

## Anekdoten

### Ruhm
Schramm konnte unermüdlich und stolz berichten, dass sein Friedensaufruf (gerahmt) sogar vom Kulturministerium der Deutschen Demokratischen Republik angekauft wurde. Er drang sogar bis zum Heiligen Stuhl nach Rom vor, denn eine Kopie seines Gedichtes hatte er (ebenfalls gerahmt) an den Vatikan geschickt.

### Die Fliege in der Suppe
Regelmäßig führte Schramm eine Streichholzschachtel bei sich, in der sich Fliegen befanden, die er, um sein Essen nicht bezahlen zu müssen, in Gastwirtschaften heimlich ins Essen tat. In einigen Gasthäusern bekam er Hausverbot, nachdem der Wirt ihm auf die Schliche gekommen war, in anderen sah man darüber hinweg.

### Ausweis
Als Beruf war in seinem Ausweis Kaufmann und Poet vermerkt.

### Zeitungsgeld
Seine Briefträgerin berichtete, dass Schramm in Erwartung der Zeitungsgeldkassierung an seine Wohnungstür einen Zettel mit der Aufschrift „Bitte nicht stören, ich dichte!“ hängte.

### Kohlen
Schramm war nicht zu Hause, als die von ihm bestellten Briketts gebracht und vor das Haus geschüttet wurden. Seine Nachbarin, Frau Gruss, nahm die Lieferung entgegen, gab Trinkgeld und schichtete sie ihm in den Keller. Als Schramm am Abend von einer Zechtour heim kam, klopfte er nach einiger Zeit bei der alten Dame und sprach: „Frau Gruss, Sie sind eine ehrliche Haut, ich habe die Kohlen gezählt, sie stimmen!“ Das ausgelegte Trinkgeld hat er ihr nie zurückerstattet, sondern selbst vertrunken.

## Gedichte

### Eigene Gedichte
- 1933 Christi Geburt (Hochdeutsch)
- 1936 Pöhlberglied (Erzgebirgisch, selbst vertont)
- 1936 s’ Arzgebirgslied (Erzgebirgisch)
- 1937 När net locker lossen! (Erzgebirgisch)
- 1937 Greifenstaalied (Erzgebirgisch)
- 1938 Vorspruch (Hochdeutsch – 25 Jahre Schwimmerriege Neptun – Abg.)
- 1939 Sing när zu! (Erzgebirgisch)
- 1941 Arzgebirgische Weihnacht (Erzgebirgisch)
- 1942 Dr Halt (Erzgebirgisch)
- 1943 Vorfrühling (Hochdeutsch)
- 1943 s’ gebirgische Maadel (Erzgebirgisch – „Frl. Marga Grummt gewidmet“)
- 1944 Kriegsweihnacht 1944 (Hochdeutsch)
- 1945 Ruf (Hochdeutsch)
- 1947 Lebensfreude (Hochdeutsch)
- 1950 Lusing (Erzgebirgisch)
- 1951 Weihnachtsfrieden (Hochdeutsch)
- 1953 Einheit (Hochdeutsch)
- 1955 Heimat (Hochdeutsch)
- 1956 Fliege, Friedenstaube, fliege (Hochdeutsch)
- 1958 Friedensaufruf (Hochdeutsch)
- 1992 Adam Ries (Hochdeutsch – anlässlich der 1. Bergmannstage)[2]

### Gedichte und Sprüche, die Schramm nachgesagt werden

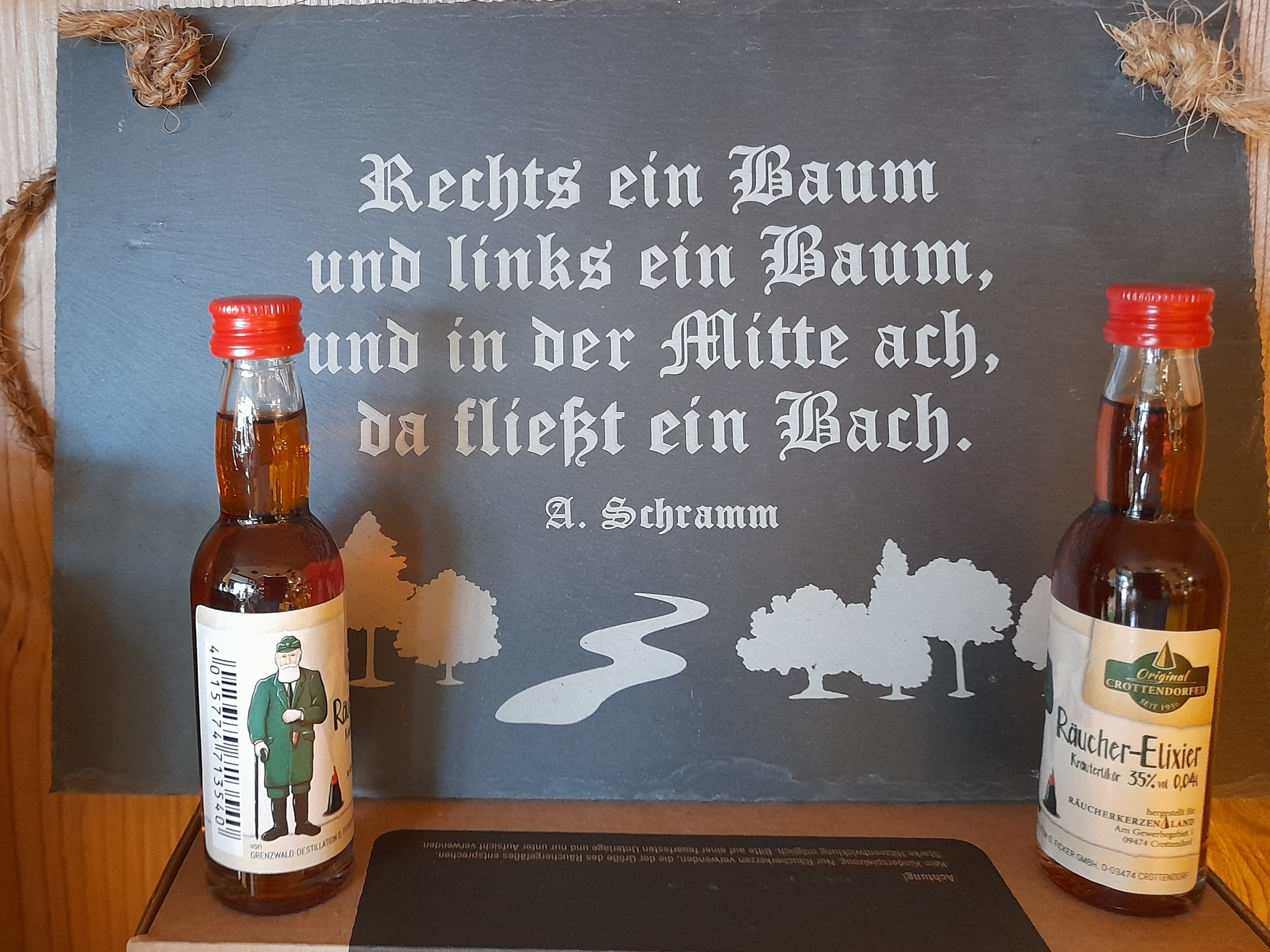
Crottendorfer Räucherkerzenland, Gedicht von Arthur Schramm

Schramm wurde wegen der Vielzahl seiner Spruchweisheiten auch die Autorschaft an Gedichten oder Zweizeilern nachgesagt, die er – teilweise nachweisbar – nicht verfasst hat, aber immer wieder selbst zum Besten gab. Dabei wird er oft zitiert unter dem Namen „Kurt Schramm“.
Auswahl:
Grubenunglück

Rumpeldipumpel,

weg war’n die Kumpel!

Glück auf Schippe drauf.

Frühling

Im Frühling fällt vom Dach der Matsch,

Klatsch!

Eigenlob

Goethe, Schiller, Lessing, Arthur Schramm

sinn de greesten Dichter, die m’r hamm.
Maßvoll

Der Fichtelberg ist hoch und steil. Schi Heil!

Der Keilberg ist höher und steiler. Schi Heiler!

Das Ofenrohr

Im Wald da liegt ein Ofenrohr,

nu stellt Euch mal die Hitze vor…

Herbst

Die Blatter falln, de Bank sei leer

un Vugln sieht mer ah kaane mehr.
Der Baum

Der Baum hat Äste, das ist das Beste,

denn wär er kahl, dann wär’s ein Pfahl.

Tischgebet

Im Hage schlagen Wachteln,

drum lasst uns kräftig spachteln.

Sozialismus

Der Kumpel aus dem Stollen kriecht,

Glückauf, der Sozialismus siegt!
Der Wald

Rechts ein Baum und links ein Baum,

und in der Mitte, man glaubt es kaum,

steht noch ein Baum.

Rechts ein Baum und links ein Baum,

und in der Mitte ach, da fließt ein Bach.

(andere bekannte Fassung: Hüb'n e Baam, drüb'n e Baam,

mittendrin e Zwischenraam,

links e Bach.

Ach!)

Bäume, Bäume – nichts als Bäume

und dazwischen – Zwischenräume.

Die Glocke v. Arthur Schramm

Loch in Erde,

Bronze rinn,

Glocke fertig,

bimm, bimm, bimm.

Der Taucher v. Arthur Schramm

Gluck gluck -

weg war er.
Weitere bekannte Sprüche
- Schaut nur, wie die Sonne lacht – das hat die SED gemacht!
- Die Sonne scheint auf den Schaufelstiel – heut wird nicht viel.
- Die Sonne scheint ins Kellerloch, ach lass sie doch, ach lass sie doch.
- Sommer, Sonne, Wellenpracht, Badehose, Sowjetmacht.
- Was leuchtet aus dem Wald heraus? Das Bergarbeiterkrankenhaus!
- Am Bahndamm stand ein Sauerampfer. Er sah nur Züge, niemals Dampfer. (Schramms Kurzfassung, nach Gedicht Arm Kräutchen von Joachim Ringelnatz)

## Erfindungen
Zu den zahlreichen Erfindungen, die zum Teil im Deutschen Patentamt registriert sind und mit denen er in den 1930er Jahren auf der Leipziger Messe für nicht geringes Aufsehen sorgte, gehört sein Zeppelin-Fliegenfänger.
Gemeinsam mit seinem Partner Arno Michaelis aus Annaberg gründete er das Zwei-Mann-Unternehmen MIRAMM-Vertrieb (zusammengesetzt aus MI-chaelis und Sch-RAMM). Beide tüftelten nun ein Unikum zurecht, dessen Aussehen von ihnen selbst in diversen Werbeschriften wie folgt beschrieben wurde:
„Unsere neueste, eigene Erfindung besteht aus einem etwa 40 cm langen Pappzeppelin, an dessen Außenmitte sich mehrere runde Löcher befinden. Durch den, im Inneren des Gehäußes hängenden, jedoch dem menschlichen Auge wohltuend verdeckten, süßduftenden Leimstreifen werden die Fliegen unabwendbar angezogen, sowie unauffällig gefangen und schließlich rettungslos getötet […]“ (Auszug).
- Zeppelin-Fliegenfänger *
- MIRAMM-Kaffeefilter *
- Riez-Rasierplatte *
- Wetzstein-Hand-Schutz *
- MIRAMM-Wäschezange
- Fahrrad-Sattel-Lehne
- Neuer-Ideal-Salzstreuer *
- Feldflasche *

(Die mit * gekennzeichneten Erfindungen wurden beim Deutschen Patentamt in Berlin als Patentsache registriert.)

## Filme
- 2006: Die Legende vom kleinen Glück – in memoriam Arthur Schramm. Regie: Frank Schleinstein – à jour Film- & Fernsehproduktion GmbH, Berlin (DVD), Trailer